# Humphreys Monoplane No. 1

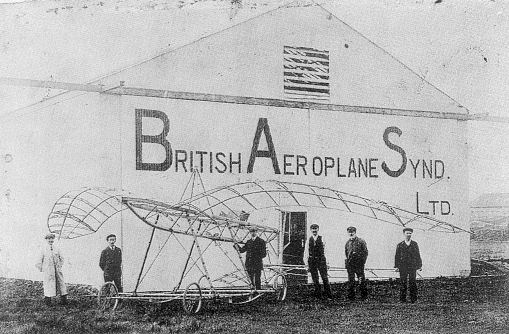
Nieukończony Humphreys Monoplane przed hangarem w Wivenhoe

Humphreys Monoplane No. 1 – wczesny samolot zaprojektowany i zbudowany przez pioniera awiacji Jacka Humphreysa w 1909. Humphreys zbudował samolot do konkursu ogłoszonego przez „Daily Mail” na całkowicie brytyjski samolot mający przelecieć odległość jednej mili ale nie udało mu się osiągnąć tego celu.

## Tło historyczne
Pierwszy samolot zbudowany w 1908-09 przez „Szalonego Dentystę” Jacka Humphreysa znany był jako Wivenhoe Flyer nie okazał się udaną konstrukcją. Była to jedna z pierwszych na świecie i pierwsza brytyjska łodzią latająca, ale pomimo wielokrotnych prób samolot nie zdołał poderwać się do lotu. Pomimo niepowodzenia tego projektu Humphreys kontynuował projektować i budować samoloty.
Począwszy od 1906 brytyjski dziennik „Daily Mail” zorganizował szereg konkursów promujących powstającą wówczas awiację. Jednym z nich był ogłoszony w 1909 konkurs na całkowicie brytyjską maszynę zbudowaną z brytyjskich materiałów i w jednym z krajów Wspólnoty Brytyjskiej, pilotowaną przez Brytyjczyka (pilot musiał także być konstruktorem samolotu) której zadaniem było pokonanie zamkniętej trasy o długości jednej mili (1609 m). Główną nagrodą konkursu był czek o wartości tysiąca funtów. Konkurs przyciągnął 12 wynalazców i ich samoloty.
Około 1909 Humphreys postanowił założyć konsorcjum które miało sfinansować jego następny samolot wystawiony do konkursu „Daily Mail”.  Pierwsze ogłoszenie na zbiórkę pieniędzy na nowy samolot ukazało się w magazynie „The Aero” 22 czerwca 1909, ostatnie pod koniec sierpnia.  Firma otrzymała nazwę British Aeroplane Syndicate Ltd i była usytuowana w Wivenhoe.

## Opis konstrukcji
Humphreys Monoplane był jednosilnikowym jednopłatowcem ze skrzydłem w układzie górnopłatu.  Nie zachowały się prawie żadne informacje na temat rozmiarów i osiągów samolotu i wszystkie informacje na jego temat pochodzą z istniejących zdjęć.  Jedno ze źródeł podaje rozpiętość skrzydeł samolotu jako 48 stóp (14,6 m) ale prawdopodobnie chodzi tu o inny samolot Humphreysa Monoplane No. 2 znany także z racji jego rozmiarów jako Elephant (Słoń).
Napęd samolotu stanowił pojedynczy silnik w konfiguracji ciągnącej, początkowo był to 35-konny silnik JAP, w późniejszym czasie został on zastąpiony 50-konnym silnikiem Green.

## Historia
Pierwsza próba startu samolotu odbyła się 16 października 1909 w okolicach Rowhedge.  W czasie kołowania samolot wpadł do rowu melioracyjnego i został uszkodzony.  Już po wypadku samolot otrzymał nowy silnik Greena o mocy 50 KM i Humphreysa przeniósł się do Colchester, gdzie kontynuował testowanie jego samolotu.
Dalsze losy samolotu nie są znane.